# Lista obiektów w Układzie Słonecznym
Lista obiektów w Układzie Słonecznym, ułożona według ich odległości od Słońca.
- Słońce, gwiazda typu widmowego G2V

- planety skaliste i ciała wewnętrznej części Układu Słonecznego
  - Merkury
  - Wenus
  - Ziemia
    - Księżyc
      - księżyce pyłowe Kordylewskiego

  - planetoidy bliskie Ziemi
  - Mars
    - Deimos
    - Fobos

  - planetoidy przecinające orbitę Marsa
    - trojańczycy Marsa

  - pas planetoid i należące do niego planetoidy krążące pomiędzy orbitami Marsa i Jowisza:
    - (1) Ceres (planeta karłowata)
    - (2) Pallas
    - (4) Westa
    - (10) Hygiea
    - tysiące mniejszych planetoid
    - wiele planetoid poza pasem planetoid
      - księżyce planetoid

- gazowe olbrzymy, ich księżyce, planety karłowate i inne ciała środkowego Układu Słonecznego
  - Jowisz
    - księżyce Jowisza
      - Io
      - Europa
      - Ganimedes
      - Kallisto
      - i inne

    - trojańczycy Jowisza
    - pierścienie Jowisza

  - Saturn
    - pierścienie Saturna
    - księżyce Saturna
      - Mimas
      - Enceladus
      - Tetyda
      - Dione
      - księżyce trojańskie Saturna
      - Rea
      - Tytan
      - Hyperion
      - Japet
      - i inne

  - Uran
    - księżyce Urana
      - Miranda
      - Ariel
      - Umbriel
      - Tytania
      - Oberon
      - i inne

    - pierścienie Urana

  - Neptun
    - księżyce Neptuna
      - Proteusz
      - Tryton
      - Nereida
      - trojańczycy Neptuna
      - i inne

    - pierścienie Neptuna

  - inne ciała nietrojańskie
    - Centaury
    - damokloidy
- obiekty transneptunowe
  - Obiekty Pasa Kuipera (KBO)
    - plutonki
      - (90482) Orkus
      - (134340) Pluton (planeta karłowata)
        - Styx
        - Charon
        - Nix
        - Kerberos
        - Hydra

      - (28978) Iksjon

    - twotina
    - cubewana
      - (55637) 2002 UX25
      - (20000) Waruna
      - (55636) 2002 TX300
      - (136108) Haumea (planeta karłowata)
      - (50000) Quaoar
      - (202421) 2005 UQ513
      - (136472)  Makemake (planeta karłowata)
      - (174567) Varda
      - (55565) Aya

  - Obiekty dysku rozproszonego
    - (84522) 2002 TC302
    - (225088) Gonggong
    - (136199) Eris (planeta karłowata) 
      - Dysnomia

    - (229762) Gǃkúnǁʼhòmdímà
    - (303775) 2005 QU182
    - (90377) Sedna (obiekt odłączony, prawdopodobnie ciało wewnętrznego obłoku Oorta)
    - (87269) 2000 OO67 (być może kometa)

  - Obłok Oorta (hipotetyczny)
    - 2018 VG18

Do Układu Słonecznego zaliczamy również:
- komety (lodowe obiekty o orbitach bardzo wydłużonych)
  - komety okresowe
  - komety nieokresowe
- Małe ciała, wliczając w to:
  - meteoroidy
  - pył, w tym przechwycony pył międzygwiazdowy
  - sondy kosmiczne wysłane przez ludzi
- heliosferę (sferę w kosmosie stworzoną przez wiatr słoneczny)